# Битва за Сайпан
Битва за Сайпан (англ. Battle of Saipan, яп. サイパンの戦い) — сражение между войсками США и Японии на тихоокеанском театре военных действий Второй мировой войны, проходившее на острове Сайпан, одном из Марианских островов, с 15 июня по 9 июля 1944 года. Это сражение стало первым для вооружённых сил США в Марианской наступательной операции.

## Военно-стратегическая ситуация
Весной 1944 года Япония оказалась в тяжелом положении: после потери Маршалловых островов в январе-феврале оборонительный периметр теперь проходил через Марианские острова, японское владение с конца Первой мировой войны. Фронт находился слишком близко как к Филиппинам, которые защищали маршруты, по которым шли нефтяные танкеры из Индонезии, так и к национальной территории. Было известно, что Соединенные Штаты Америки спроектировали и построили бомбардировщик, способный достигать японских городов с Марианских островов. Поэтому первостепенное значение имело удержание позиций на острове Сайпан. 
Оборона острова была поручена 31-й армии. Кроме того, у острова на кораблях находилось 6 960 человек десантных сил. Сайпан также прикрывала 22-я воздушная флотилия, теоретически насчитывавшая 300 самолетов, но, по-видимому, только часть из них была боеспособна.

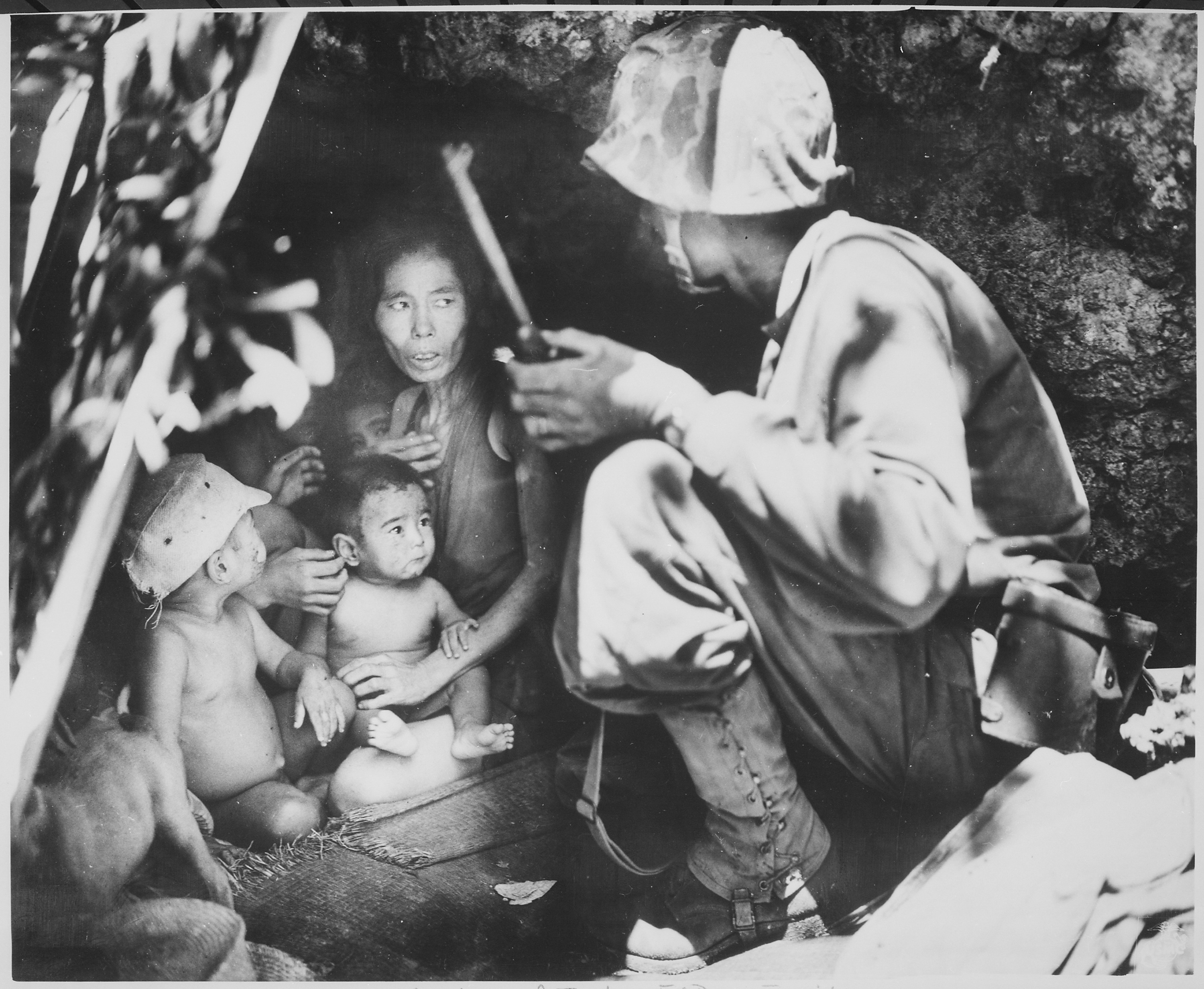
Американский морской пехотинец и японская семья (мать и четверо детей), укрывающаяся в горной пещере во время битвы за Сайпан

Карта сражения

## Ход боёв
В период с 12 по 15 июня серия воздушных ударов 58-й оперативной группы практически уничтожила все военно-воздушные силы японцев, базировавшиеся на Сайпане. Только около сотни самолетов, базировавшихся на Гуаме, пытались противостоять американскому флоту. Высадка американцев была поддержана артобстелом, проведенным группой линкоров уже 12 июня. 
Десант морских пехотинцев высадился на западное побережье острова 15 июня 1944 года около 07:00 утра с борта около трехсот LVT и вступили в кровопролитные бои. Японцы, понимая чрезвычайную важность острова, защищали его, сражаясь до последнего. 
17 июня, в 03:30, японцы силами остатков 9-го танкового полка (около 37 танков), десантников и подразделения 136-го пехотного полка (всего 500 человек) провели контратаку на 2-ю дивизию морской пехоты, но были отбиты, потеряв 24 танка и 300 пехотинцев.
К 6 июля остров почти полностью был захвачен американцами. Ночью с 6 на 7 июля 4300 японских солдат пошли в самоубийственную атаку на позиции 105-го пехотного полка, но почти все были уничтожены. За 15 часов боя потери полка составили от 650 до 900 человек убитыми и ранеными. 
В последний день боёв несколько сотен японских солдат, чтобы не попасть в плен к американцам, совершили самоубийство, прыгнув с криком «Банзай» со скалы, получившей впоследствии название «Банзай-Клифф».  

## Результаты
9 июля 1944 года остров был официально объявлен захваченным. Было взято в плен только 921 японцев. Небольшая группа японских солдат под командованием капитана Сакаэ Обы отступила в горы, продолжив оказывать сопротивление американским войскам на острове. 46 солдат, оставшихся от отряда, сдались американцам лишь 1 декабря 1945 года, через три месяца после капитуляции Японии. После потери Сайпана премьер-министр Японии Хидэки Тодзио был вынужден уйти в отставку.
С захватом Сайпана американские войска находились лишь в 1300 милях (2 100 км) от основной территории Японии, которая теперь оказалась в пределах досягаемости тяжёлых бомбардировщиков B-29. Для США остров стал важной базой в последующей наступательной операции на Марианских островах и Филиппинах. Четыре месяца спустя после захвата Сайпана B-17 и B-29 с аэродрома на Сайпане регулярно атаковали цели на Филиппинах, островах Рюкю и собственно Японии. В ответ на это японские самолёты несколько раз атаковали Сайпан и Тиниан в период с ноября 1944 по январь 1945 года. После захвата США Иводзимы (19 февраля — 26 марта 1945) японские воздушные атаки на Сайпан прекратились.

## Фильмы
- 2002 — «Говорящие с ветром»
- 2011 — «Оба. Последний самурай»
- 2022 — «Битва за Сайпан»